# Aida Loos

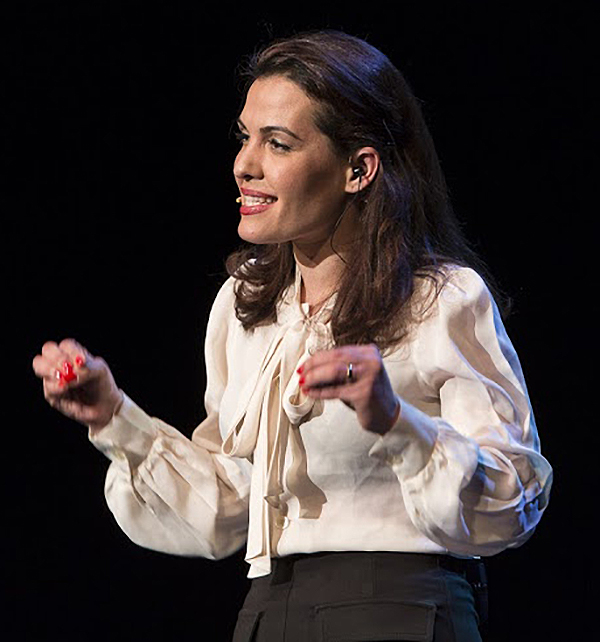
Aida Loos (2016)

Aida Loos (eigentlich Aida Hossein; * 17. November 1980 in Teheran, Iran) ist eine österreichische Kabarettistin und Schauspielerin.

## Leben
Aida Loos kam im Alter von vier Jahren mit ihrer Familie nach Wien, da ihre Eltern sie und ihre zwei Schwestern vor der islamischen Revolution schützen wollten; 1991 kam eine dritte Schwester dazu. Ihr Vater war ein Statiker und Bauingenieur, ihre Mutter ist Geschäftsfrau (MBA).
Aida machte ihre Matura an der Vienna Business School HAK II in Wien. Ihr Künstlername Loos ist eine Anlehnung an den Architekten Adolf Loos „und auch der minimalistische Zugang des Architekten Adolf Loos, wie der aus wenig Raum, mit reduzierten Mitteln Großes macht, hat mich sehr angesprochen“.
Aida Loos spricht fünf Sprachen (Deutsch, Englisch, Persisch, Niederländisch, Französisch), ist verheiratet und Mutter zweier Töchter (* 2013, * 2014).

## Werdegang
Sie begann eine Ausbildung an der Modul University Vienna (International Course of Hotel Management) und schloss diese 2003 ab. Danach ging sie in die Niederlande, um auf der Stenden Hogeschool in Leeuwarden ihren Bachelor zu machen.
2006 begann sie ein Schauspielstudium an der 1st filmacademy Wien. Nach der Bühnenreife (Paritätische Prüfung) spielt sie zunächst Nebenrollen im Fernsehen. 2009 suchte Radio Arabella „Wiens größtes Radiotalent“ und fand es kurzzeitig in Aida Loos. Danach spielte sie als freischaffende Schauspielerin in einigen Theaterproduktionen. Nebenbei verfasste sie ein erstes Mini-Soloprogramm „Hartes Loos“. Mit diesem trat sie am 19. Jänner 2012 an die Öffentlichkeit in der Garage X am Petersplatz in Wien. Sie ergänzte es zu einem Vollprogramm und feierte damit am 15. Juni 2012 im Wiener Schauspielhaus Premiere.
Aida Loos nahm an der im Jänner 2014 ausgestrahlten ORF-Show Die große Comedy Chance teil und schaffte es im Finale unter die Top 3.
Am 13. April 2014 spielte Aida Loos das Vorprogramm von Kaya Yanar in der Stadthalle Wien. Im gleichen Jahr wurde sie für den Österreichischen Kabarettpreis in der Kategorie „Publikumspreis“ nominiert. Im Mai 2015 ging sie mit dem amerikanischen Comedian Max Amini in Deutschland auf Tour und spielte in Frankfurt und Düsseldorf sein Vorprogramm.
Am 8. April 2016 fand die Premiere ihres zweiten Kabarett-Soloprogramms Achtung! Fertig! Loos! im Theater Akzent in Wien statt.
Außerdem war sie im April 2016 bei den neuen TV-Comedyformaten Zum Brüller (Servus TV) und Sehr witzig!? (Puls 4) zu sehen. Im ersten Auftritt in der fünften Staffel von Bist du deppert! (Puls 4), der im Mai 2017 gesendet wurde, persiflierte sie Maria Vassilakou, Josefine Mutzenbacher und Wolfgang Sobotka. Der Beitrag mit Sobotka wurde aufgrund von Interventionen in der Online-Version herausgeschnitten.
Seit Oktober 2018 tritt sie auch gemeinsam mit Gerald Fleischhacker in der monatlichen Comedy-Satireshow Die Tafelrunde in ORF III auf. Weitere TV-Formate, bei denen Aida Loos mitwirkte, sind unter anderem Was gibt es Neues?, Schluss mit Lustig!, Pratersterne, Dinner für Zwei, Comedy Grenzgänger, Bist du deppert!. In Deutschland kennt man sie von TV-Formaten wie Der RTL Comedy Grand Prix und Vereinsheim Schwabing.
Aida Loos parodiert seit 2015 im Ö3-Wecker immer wieder bekannte Stimmen (z. B. Maria Vassilakou, Lou Lorenz-Dittlbacher, Heinz-Christian Strache). Im Mai 2017 war sie im Rahmen der Ö3-Kabarettschiene eine Woche lang jeden Morgen mit Ausschnitten aus Achtung! Fertig! Loos! bei Robert Kratky im Ö3-Wecker zu hören, im August 2017 startete sie ebenfalls im Ö3-Wecker ihre Kolumne Bekenntnisse einer schwer erziehbaren Mutter.
Immer wieder übernimmt sie auch die Moderation verschiedener Events (z. B. Ennstal Classic), macht Lesungen (z. B. „Auswandertag“ von Klaus Oppitz) und schreibt Artikel für Die Zeit. Seit 2016 schreibt sie mit Johannes Glück ihre eigenen Lieder im Wienerlied-Stil (u. a. den satirischen Song „Norbert! Norbert!“, anlässlich der Bundespräsidenten-Stichwahl 2016). Im Herbst 2018 erschien ihr erstes Musik-Album „Glücksloos“ mit satirischen Liedern, das sie gemeinsam mit Johannes Glück aufnahm, sowie ein dazugehöriges, gleichnamiges Kabarettprogramm.
Das dritte Kabarett-Soloprogramm „Filterloos“ startete am 22. März 2019 im Theater Akzent in Wien.
Im September 2019 parodierte Aida Loos Christiane Hörbiger, die zuvor in einem Unterstützungsvideo für Sebastian Kurz für Aufsehen gesorgt hatte. Die Parodie wurde auf Facebook und YouTube tausendfach geteilt und ging viral. Kurz darauf parodierte sie auch Ursula Stenzel, die an einem Aufmarsch der Identitären Bewegung teilnahm und eine Rede bei der Abschlusskundgebung hielt, sowie Philippa Strache.
Im März 2021 parodierte Aida Loos das legendäre Interview von Meghan Markle bei Oprah Winfrey und landete mit ihrer Darstellung der beiden wieder einen viralen Treffer. Kurz darauf parodierte sie in einer Doppelconférence Kate Middleton und Meghan Markle, in der sie beide Rollen spielte, deren zerrissenes Verhältnis.
Im März 2022 feierte sie Premiere mit ihrem vierten Soloprogramm „Arbeitsloos“.
im August 2022 besuchte Aida Loos den New York Comedy Club und meldete sich für einen spontan freigewordenen Open Mic Spot, woraufhin sie für reguläre Comedy Shows am Broadway Comedyclub, Greenwich Comedyclub sowie Stand up NY gebucht wurde.
Im Dezember 2022 wurde ihr der Austro-Twitter-Award 2022 in der Kategorie Female Power Comedy verliehen.
Im Juni 2023 kamen ihre ersten, eigenen Comedyformate heraus, die von ihr geschrieben und von dem Streaminganbieter Joyn produziert wurden. Dabei handelt es sich um die fiktive, dreiteilige Comedyshow Loos Angeles, in der sie zugleich eine Kellnerin spielt und Christoph Waltz, Kim Kardashian, Meghan Markle und Britney Spears parodiert, und die Mockumentary USAida, in der sie nach New York City geht und versucht, bei Saturday Night Live reinzukommen. USAida wurde in Folge für den Österreichischen Kabarettpreis 2023 in der Kategorie „Publikumspreis“ nominiert.
Im März 2024 feierte sie Premiere mit ihrem Soloprogramm „Zeitloos“.
Seit Mai 2025 hat Aida Loos ihre eigene Kolumne in der Tageszeitung Kurier unter dem Namen „freudloos“. Sie schlüpft dabei in die Rolle der fiktiven Ururenkelin von Sigmund Freud und gibt eine satirische Therapiestunde.

## Fernsehen/Film
- 2024, „Die Tafelrunde“, ORF 3
- 2023, „USAida“, JOYN
- 2023, „Loos Angeles“, JOYN
- 2023, „Die Tafelrunde“ ORF 3
- 2022, „Die Tafelrunde“ ORF 3
- 2021, „Die Tafelrunde“, ORF 3
- 2021, „Kabarett im Turm“ mit „Filterloos“
- 2020, „Die Tafelrunde“, ORF 3
- 2020, „Dinner für 2“, ORF 3
- 2020, „Die Comedy WG“, ORF
- 2020: „Pratersterne“, Comedy-Show, ORF I[16]
- 2019: „Schluss mit Lustig!“, Jahresabschluss-Show 2019, ORF I[17]
- 2019: „Des Traust Di Nie!“ Comedy-Show, Puls 4
- 2019: „Comedy Grenzgänger“, Comedy-Show, Puls 4
- 2019: „Was gibt es Neues?“, Comedy Quizshow, ORF I
- 2018: „RTL Comedy Grand Prix“ 2018, Comedy-Show, RTL[18]
- 2018: „Bist Du deppert!“, Aufdeckungs-Satire-Serie, 7. Staffel, Puls 4
- 2018: „Die Tafelrunde“, Satire-Kabarettshow, ORF III[19]
- 2018: „Vurschrift is Vurschrift“, Comedy-Rate-Quiz, Rolle: Rasende Reporterin (in verschiedenen Folgen), Teilnehmerin im Ratepanel; Puls 4[20]
- 2018: „Sehr witzig!?“ Comedyshow, Puls 4
- 2017: Teheran Tabu
- 2017: „Bist Du deppert!“ Aufdeckungs-Satire-Serie, 5. Staffel, Puls 4[21]
- 2016: „Sehr witzig!?“ Comedyshow, Puls 4
- The devil is hot (Regie: Philipp Kaindl, Top Kino)
- XQUENDA (Regie: Teresa Diestelberger, Top Kino)
- VIENNA 07 (Regie: Kurt Ockermüller, Apollo Kino Wien)
- tschuschen:power (Regie: Jakob M. Erwa, Produktion: Franz Novotny, Novotny & Novotny Filmproduktion)
- Schnell ermittelt, (Regie: Michi Riebl, Produktion: MR Film)
- Neue Wiener (Arman T. Riahi, Neue Sentimental Film)

## Kabarett
- Zeitloos – Soloprogramm (neugedachtes Best-Of), Premiere am 5. März in der Kulisse in Wien
- Arbeitsloos – Soloprogramm, Premiere am 16. März 2022 im CasaNova Vienna in Wien, Regie: Petra Kreuzer
- Filterloos – Soloprogramm, Premiere am 22. März 2019 im Theater Akzent in Wien[22]
- Glücksloos, satirischer Liederabend mit Johannes Glück, Premiere am 9. November 2018 in der Eden Bar
- Achtung! Fertig! Loos! – Soloprogramm, Premiere am 8. April 2016 im Theater Akzent in Wien[23]
- Hartes Loos – Soloprogramm, Premiere am 15. Juni 2012 im Schauspielhaus Wien[24][25]

## Audio
- 2018: „Glücksloos“, Satirische Lieder, Album; Aida Loos und Johannes Glück; HOFA-Media; EAN 4020796473617

## Publikationen
- „Eine Watsche nach der anderen“, Die Zeit, Satirischer Jahresrückblick auf das Corona-Jahr 2020[26]
- „Österreich im Jahr 2035“, Die Zeit, humoristische Prognose[27]

## Theater
- Tschauner Ahoi!, Stegreif-Komödie, Regie: Andy Hallwaxx, Tschauner-Bühne, Premiere am 15. Juli 2021
- Auswandertag – Kabarettistische Lesung mit Klaus Oppitz, Gerald Fleischhacker, Robert Palfrader, Rudi Roubinek, Lilian Klebow (Buch und Regie: Klaus Oppitz, Premiere: September 2014, Garage X)
- Standard Bühnenzeitung, kabarettistische Erzählung „Grüssgott. Folgendes“ (Buch: Aida Loos, Odeon Theater, April 2014)
- Byzantinische Kunst – heute (Lesung, Regie: Alexander Hauer, Festspiele Melk 2012)
- Die Begegnung (Uraufführung, Harry Stoyka, Rollen: BDM-Führerin, Hippie, Praterhure, Theater Rampenlicht in Wien)
- Die Zofen (Jean Genet, Regie: Helmut Hafner, Rolle: Die gnädige Frau, 2010, Theaterlabor in Wien)